# 찬가의 성모
찬가의 성모(Madonna of the Magnificat,이탈리아어: Madonna del Magnificat)는 〈비너스의 탄생〉(1485)으로도 잘 알려진 이탈리아 르네상스 화가 산드로 보티첼리(Sandro Botticelli)의 원형 또는 톤도 형태(tondo form)의 그림으로 때때로〈다섯 천사와 성모 마리아 그리고 아기 예수〉(the Virgin and Child with Five Angels)라고도 한다. 톤도에서 표현하고있는바는 두 천사가 아기 예수를 무릎에 앉고 있는 '동정녀 마리아'(the Virgin  Mary)에게 면류관을 씌우고 있는 것과 함께 마돈나(Madonna)의 오른손으로 마니피카트(Magnificat)를 쓰고 왼손은 아기예수와 함께 석류를 잡고 있는 것을 볼 수 있다. 작품은 현재 피렌체(Florence)의 우피치 미술관(the galleries of the Uffizi)에 소장되어 있다.

## 찬가의 성모
| |
| 백합꽃(Fleures-de-lys) 장식액자, 성령의 면류관을 받는 동정녀 마리아(the Virgin Mary)가 아기 예수와 함께 고난과 풍요를 상징하는 석류열매를 잡고있다. 오른손으로는 마니피캇(Magnificat)으로 서술이 시작되는 페이지를 쓰고있다. |

## 같이 보기
- 프라 필리포 리피